# Natalie Burn
 (novembre 2019).
Si vous disposez d'ouvrages ou d'articles de référence ou si vous connaissez des sites web de qualité traitant du thème abordé ici, merci de compléter l'article en donnant les références utiles à sa vérifiabilité et en les liant à la section « Notes et références ».
Natalie Burn, née Natalia Guslistaya à Kiev, est une actrice américaine d'origine ukrainienne, mannequin, scénariste et productrice de film. 
Elle est connue pour ses films The Expendables 3, Awaken, Killer Mermaid, Downhill, et Mechanic: Resurrection.

## Biographie
Natalie Burn est né Natalia Guslistaya à Kiev, en Ukraine. Elle a commencé sa carrière en tant qu'actrice et mannequin, puis est devenue écrivaine et productrice et a dirigé une société de production, 7Heaven Productions[réf. nécessaire].
En 2014, elle joue dans le film d'aventures d'action The Expendables 3. La même année, elle a joué et produit Second Coming of Christ. Elle a également été productrice de Devil's Hope et en 2015, elle a écrit, interprété et produit le film d'action Awaken[réf. nécessaire].
En 2016, elle est apparue dans le film Criminal : Un espion dans la tête, et a joué un second rôle dans le film d'action Mechanic: Resurrection, aux côtés de Jason Statham, sorti le 26 août 2016.

## Filmographie
| Année | Titre                             | Rôle                     | Notes                    |
| ----- | --------------------------------- | ------------------------ | ------------------------ |
| 2006  | Coffee Date                       | Christa                  |                          |
| 2009  | Taxi Dance                        | Anna                     |                          |
| 2011  | King Rising 2                     | Elianna                  |                          |
| 2014  | Killer Mermaid                    | Lucy                     |                          |
| 2014  | Expendables 3                     | Conrad's Wife            |                          |
| 2015  | Awaken                            | Billie Kope              | Also writer and producer |
| 2016  | Criminal : Un espion dans la tête | Shoo shoo                |                          |
| 2016  | Mothers and Daughters             | Young Lydia              |                          |
| 2016  | Downhill                          | Stephanie                |                          |
| 2016  | Mechanic: Resurrection            | Natalie Stone 'Reporter' |                          |
| 2017  | The Executioners                  | Kay                      |                          |
| 2019  | Hollow Point                      | Detective Emily Plaza    |                          |
| 2019  | Obsessed: The Split               | Natalie Dixon            |                          |
| 2019  | Acceleration                      | Rhona                    |                          |
| 2020  | The Comeback Trail                | Sister Mary Rose         |                          |
| 2021  | Killing Field (Fortress)          | Sandra                   |                          |
| 2022  | The Enforcer                      | Olivia                   |                          |

## Distinctions

### Récompenses
- 2015 : Accolade Competition du meilleur film pour A Perfect Vacation (2015).
- 2015 : Alaska International Film Awards du meilleur thriller pour A Perfect Vacation (2015).
- 2015 : Artemis Women in Action Film Festival du meilleur film pour A Perfect Vacation (2015) partagée avec Scott Martin, Michael Thomas, Erica Steele et Mark Atkins.
- 2015 : Buffalo Niagara Film Festival du meilleur film pour A Perfect Vacation (2015).
- 2015 : Honolulu Film Awards du meilleur film pour A Perfect Vacation (2015).
- 2015 : Indie Gathering International Film Festival du meilleur film pour A Perfect Vacation (2015).
- 2015 : Los Angeles Movie Awards du meilleur film pour A Perfect Vacation (2015).
- 2015 : Los Angeles Movie Awards de la meilleure actrice dans un thriller horrifique pour A Perfect Vacation (2015).
- 2015 : Sunscreen Film Festival de la meilleure actrice dans un thriller horrifique pour A Perfect Vacation (2015).

### Nomination
- 2015 : Julien Dubuque International Film Festival de la meilleure actrice dans un thriller horrifique pour A Perfect Vacation (2015).